# Velika župa Sidraga-Ravni Kotari
Velika župa Sidraga-Ravni Kotari bila je jedna od 22 velike župe na prostoru NDH. Sjedište joj je bilo u Zadru. Djelovala je od 1. studenoga 1943. Prvo službeno ime ove velike župe bilo je »Sidraga i Ravni Kotari« (do 1944.), a od 1944. »Sidraga-Ravni Kotari«.
Budući da su u Zadar ušle snage Trećeg Reicha i uspostavile svoju vojnu upravu, pa je "privremeno" sjedište župe bio Zemunik.
Građansku upravu u župi vodio je veliki župan kao pouzdanik vlade kojeg je imenovao poglavnik. Obuhvaćala je područje kotarskih oblasti: 
- Benkovac,
- Biograd,
- Preko
- Pag (izdvojen iz Velike župe Vinodola-Podgorja[3]  i pridodan ovoj velikoj župi 5. srpnja 1944., isključen iz ove velike župe i privremeno priključen Velikoj župi Lici-Gackoj 13. prosinca 1944.)

i grad Zadar.
Zbog ratnih okolnosti proglašeno je za područje ove velike župe 20. svibnja 1944. iznimno stanje (Zakonskom odredbom o uvađanju iznimnog stanja u Hrvatskom obalnom području). Vojna je vlast zamijenila civilnu. Poslove građanske uprave preuzeo je vojni zapovjednik obalnog odsjeka Like koje je obnašao do 28. ožujka 1945., a tog nadnevka dodijeljen mu je posebni glavar građanske uprave.